# Battaglia di Sasowy Róg (1612)
La battaglia di Sasowy Róg venne combattuta presso Ștefănești (Moldavia) nel 1612 tra le forze della Confederazione Polacco-Lituana, ivi rappresentata dagli eserciti privati dei magnati Stefan Potocki e Constantin Movilă, e quelle del principato di Moldavia al comando del voivoda (principe) Ștefan II Tomșa. La battaglia si concluse con una netta vittoria moldava.